# Ziltendorf
Ziltendorf è un comune di 1 477 abitanti del Brandeburgo, in Germania.

Appartiene al circondario dell'Oder-Sprea ed è parte della comunità amministrativa di Brieskow-Finkenheerd.

## Geografia antropica

### Suddivisioni amministrative
Il territorio comunale si divide in 3 zone, corrispondenti al centro abitato di Ziltendorf e a 2 frazioni (Ortsteil):
- Ziltendorf (centro abitato)
- Aurith
- Ernst-Thälmann-Siedlung